# Mansi Lather
Mansi Lather (ur. 2007) – indyjska zapaśniczka walcząca w stylu wolnym. 
Brązowa medalistka mistrzostw Azji w 2025 roku. Mistrzyni świata i Azji kadetek w 2024 roku. 